# Purnella albifrons
Purnella albifrons е вид птица от семейство Meliphagidae, единствен представител на род Purnella.

## Разпространение
Видът е разпространен в Австралия.